# 铁拳主动防御系统

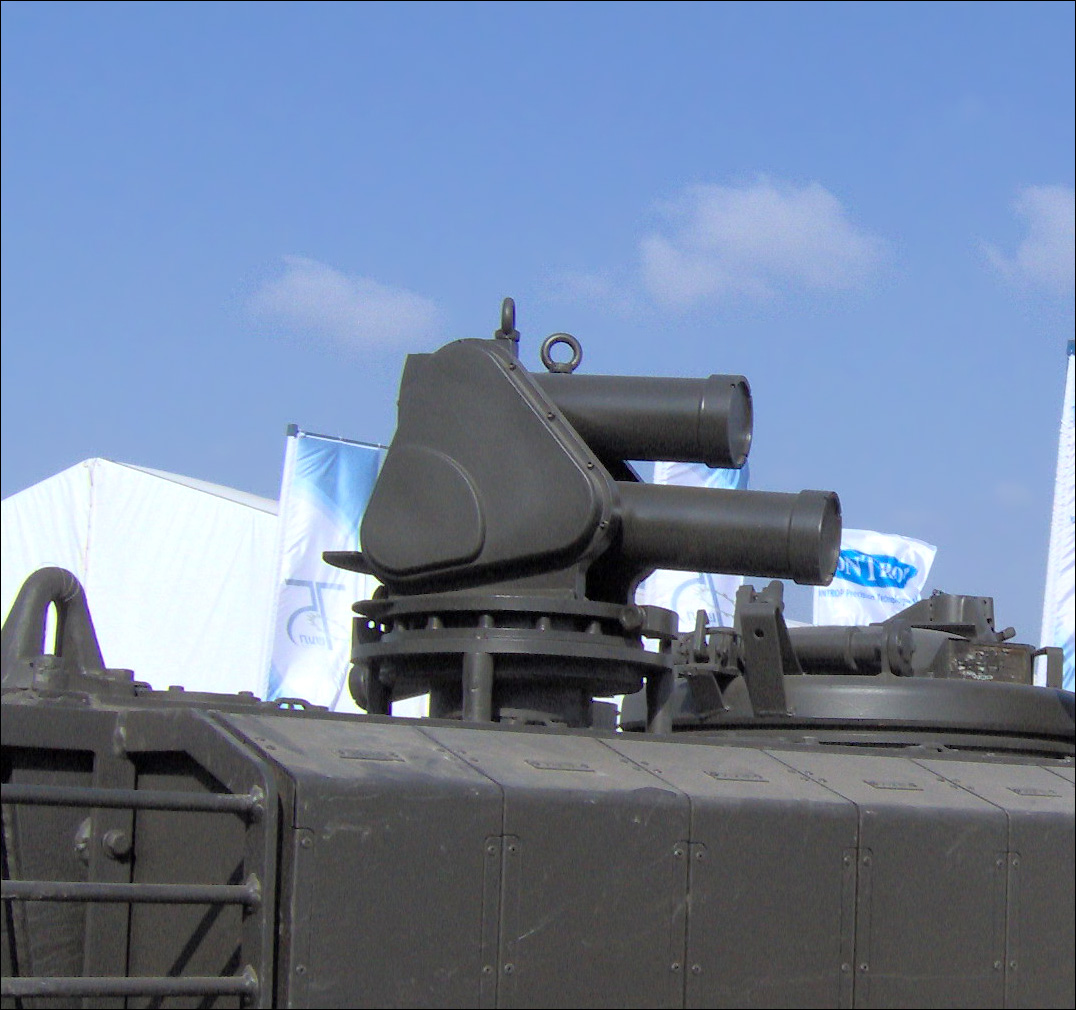
铁拳 APS

铁拳（希伯來語：‎，罗马化“Hetz Dorban”，字面意思“豪猪箭”）是以色列軍事工業（IMI）采用模块化思路设计的一种硬杀主动防护系统（APS），适用于从轻型多用途车到重型装甲车的一系列平台。IMI于2006年提出此概念，当时预计于2007年中期进入以色列國防軍测试。已成功完成该系统对火箭推进榴弹、反坦克导弹和坦克发射的高爆破甲弹（HEAT）和动能穿甲弹威胁的测试。
它通过RADA 电子工业开发的固定电子扫描阵列雷达传感器和埃尔比特Elisra开发的可选的被动红外检测器来感知迫近的威胁。当威胁迫在眉睫时，会向其发射爆炸性射弹拦截器。拦截弹在非常接近威胁的地方爆炸，通过引爆其弹头来摧毁或偏转投射物并干扰其弹道的稳定。为达到此目的，仅利用了炸药的爆炸效果。拦截器的外壳由可燃材料制成以最小化爆炸时形成的碎片，从而降低附帶損害。

## 历史
2009年6月，以色列军方批准采购“铁拳”主动防护系统。该系统将安装在雌虎装甲输送车的多个单元上。
2010年11月，以色列国防部宣布终止对开发该系统的资助。
2011年5月，该系统在美国进行的一次测试中拦截了动能穿甲弹和梅蒂斯反坦克导弹。
2013年初，国防部在为IDF车辆选择单一第二代APS的竞赛中测试了IMI的铁拳和拉斐尔先进防御系统公司的战利品。这两个系统都是当时的第一代标准。这两个系统同时获得了资金，直到2010年，国防部暂停参与资助“铁拳”项目，并开始对战利品进行有限采购。2012年，国防部试图将这两个系统合二为一，利用铁拳的拦截器和战利品的Elta雷达和C3系统。由于拉斐尔将担任主承包商，而不是两家公司处于平等的合作伙伴地位，IMI拒绝合作。经过2013年的试验，第二代APS将在几年内完成。IMI还试图在国际上推销“铁拳”。
2014年12月，据透露，拉斐尔、以色列航空工业公司和IMI已同意联合开发基于拉斐尔/IAI战利品和IMI铁拳的下一代车辆主动防护系统。拉斐尔将担任主承包商、系统开发商和集成商，IAI和IMI将分别是提供雷达和拦截器的分包商。与战利品的拦截方式不同，IMI的拦截器是基于反导导弹的。继战利品在2014年中期的“保护边界行动”中取得成功之后，人们对车辆APS的兴趣显著增长，当时配备该系统的坦克拦截了数十枚反坦克导弹和火箭弹，并且没有造成人员伤亡或误报。国防部敦促这些公司合作并整合他们的系统。
2016年6月，美国陆军选择测试铁拳轻型配置，以保护其轻型和中型装甲车辆，作为模块化主动防护系统(MAPS)计划的一部分。决定测试“铁拳”主要是因为该系统重量轻。2018年12月，陆军透露将在一个装甲旅的M2布拉德利装甲车上安装“铁拳”，作为近期的APS；一个装甲旅由超过138辆布拉德利组成。车辆向系统供电的困难和拦截故障导致集成的进程被拖延，但后来这些问题都得到了解决。新版本被称为“铁拳光解耦”，其在车辆上的安装方式发生了重大变化。它还采用了新的对抗解决方案，成功拦截率达70%，具备对抗无人机的能力。美国陆军计划于2025年组建一个旅。
2016年12月，贝宜系统收到了荷兰的一份合同，在其CV9035步兵战车上测试“铁拳”。采购决定于2021年1月做出。通过中期更新计划，所有荷兰系统都将配备该系统。
2019年5月，美国陆军和英国国防部宣布计划测试铁拳光解耦（IF-LD）主动防护系统（APS）。
2019年8月，埃尔比特系统赢得以色列國防部的合同，在IDF的新型Eitan APC和IDF的装甲推土机D9上安装铁拳主动防护系统。
2021年11月，在FEINDEF展会（西班牙每年举办一次的国防展会，类似于欧洲国际防务展）期间，埃尔比特系统和埃斯克里巴诺机械与工程签署了一项协议，将铁拳APS集成到埃斯克里巴诺的守护者30无人炮塔上，旨在与西班牙龙VCR装甲车的IFV版本完美集成。

## 引用
1. ↑  . www.rada.com. （原始内容存档于2016-06-26）.
2. ↑  . Defense Update. 2009-06  [2014-08-10]. （原始内容存档于2014-08-11）.
3. ↑  Amos Harel.  [Defense Ministry ceased financing the development of a protective armored personnel carriers]. Haaretz. 2010-11-10  [2014-08-10]. （原始内容存档于2016-01-17） （希伯来语）.
4. ↑  Amos Harel.  [Haaretz reveals: antitank missile defense system is frozen, and waiting infantry protection APCs]. Haaretz. 2010-12-24  [2014-08-10]. （原始内容存档于2017-02-01） （希伯来语）.
5. ↑  .   [2011-06-08]. （原始内容存档于2011-05-07）.
6. ↑  Rafael's Trophy and IMI's Iron Fist to Compete in Early 2013 - Israeldefense.com, 2012-12-23 的存檔，存档日期2013-10-18.
7. ↑  Rafael, IAI and IMI to jointly develop next-generation of active defense system for vehicle （页面存档备份，存于） - Armyrecognition.com, 2014-12-30
8. ↑  US Army selects Israel Military Industries for APC active protection system （页面存档备份，存于） - Jpost.com, 2016-06-07
9. ↑  U.S. has chosen Israeli Iron Fist active protection system to secure armoured personnel carrier （页面存档备份，存于） - Armyrecognition.com, 2016-06-09
10. ↑  Army Bradley Brigade Will Get Israeli Anti-Missile System: Iron Fist （页面存档备份，存于）. Breaking Defense. 2018-12-14.
11. ↑  After pumping the brakes, Army moves to field Iron Fist protection system on Bradley. 防务新闻. 2021-10-12.
12. ↑  With issues resolved, Bradley to get Iron Fist protection system. 防务新闻. 2023-01-24.
13. ↑  CV9035 IFVs from Army of Netherlands to be fitted with Israeli IMI Iron Fist active protection system 的存檔，存档日期2016-12-28. - Armyrecognition.com, 2016-12-26
14. ↑  BAE to Integrate Israeli Iron Fist on Dutch Combat Vehicles - Defensenews.com, 2017-01-04
15. ↑  . 2021-01-29  [2024-03-17]. （原始内容存档于2021-05-13）.
16. ↑  Roque, Ashley; Hughes, Robin. . IHS Janes (华盛顿特区和伦敦). 2019-05-22  [2019-05-24]. （原始内容存档于2019-05-24）.
17. ↑  .   [2024-03-17]. （原始内容存档于2019-08-20）.
18. ↑  .   [2024-03-17]. （原始内容存档于2023-08-02）.

## 扩展链接
- Israel Military Industries Ltd: Active Protection System, Iron Fist
- Armada, issue 4/2007, August/September: Unrivalled Active Protection System (APS) Against the Widest Range of Threats
- . Defense Update. 2006-01  [2014-08-10]. （原始内容存档于2015-09-17）.